# Årets spelare i Serie A i fotboll
Årets spelare i Serie A i fotboll ("Migliore calciatore assoluto") är ett årligt pris som delas ut av Associazione Italiana Calciatori (AIC) till den spelare som anses ha varit bäst i Serie A under föregående säsong. Priset delades ut för första gången ut år 1997, första vinnaren var Roberto Mancini. Priset räknas av en del som ett av de mest prestigefyllda priserna man kan vinna inom italiensk fotboll. Priset har delats ut totalt 15 gånger. Den som har fått priset flest gånger är Zlatan Ibrahimović (3 gånger). Priset delas ut i samband med Oscar del Calcio, en gala efter varje säsong där åtta olika priser delas ut.

## Vinnare

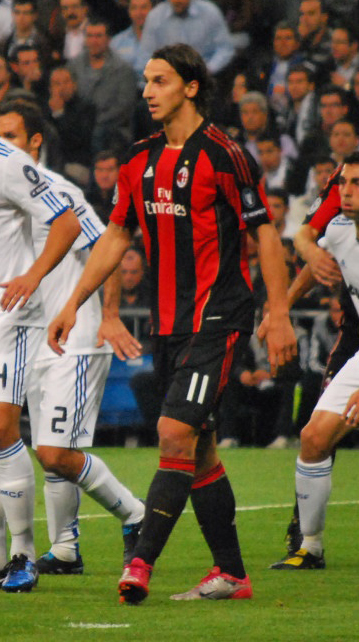
Zlatan Ibrahimović, 3 vinster.

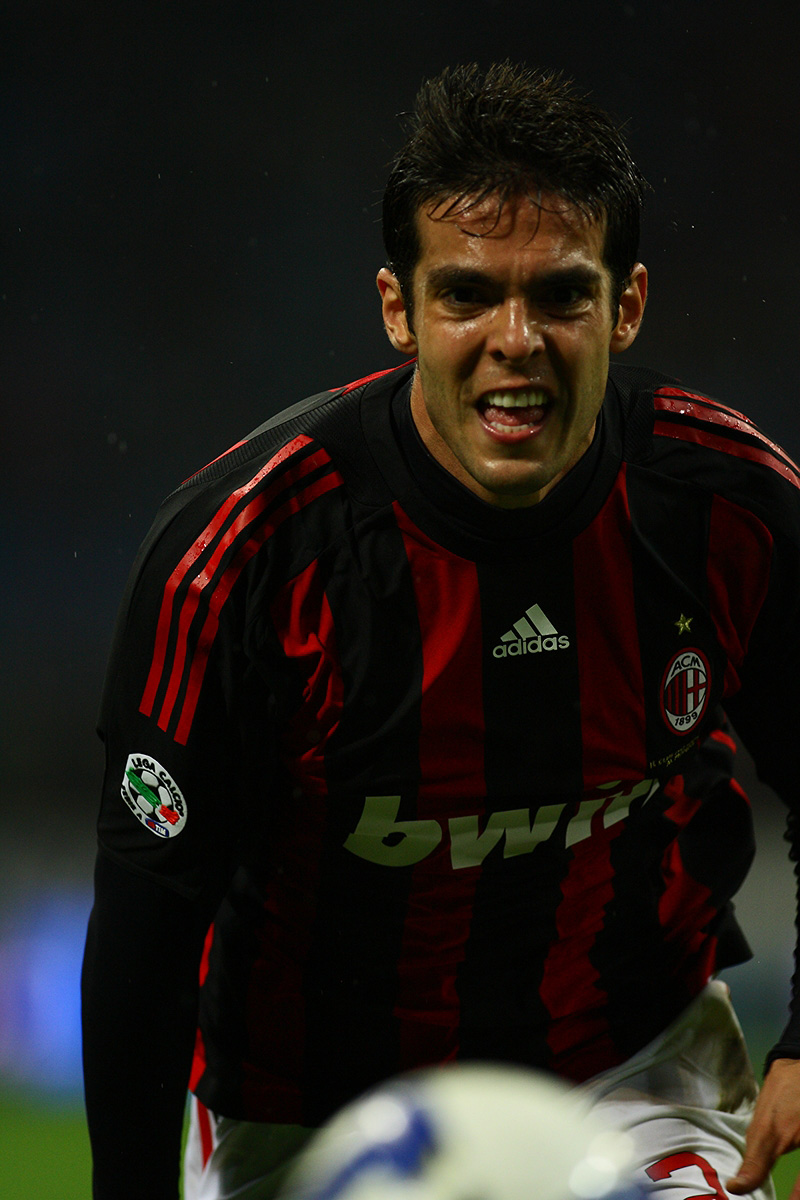
Kaká, 2 vinster.

| År   | Spelare                      | Klubb          |
| ---- | ---------------------------- | -------------- |
| 1997 | Roberto Mancini              | Sampdoria      |
| 1998 | Ronaldo                      | Internazionale |
| 1999 | Christian Vieri              | Lazio          |
| 2000 | Francesco Totti              | Roma           |
| 2001 | Zinedine Zidane              | Juventus       |
| 2002 | David Trezeguet              | Juventus       |
| 2003 | Pavel Nedvěd Francesco Totti | Juventus Roma  |
| 2004 | Kaká                         | Milan          |
| 2005 | Alberto Gilardino            | Parma          |
| 2006 | Fabio Cannavaro              | Juventus       |
| 2007 | Kaká                         | Milan          |
| 2008 | Zlatan Ibrahimović           | Internazionale |
| 2009 | Zlatan Ibrahimović           | Internazionale |
| 2010 | Diego Milito                 | Internazionale |
| 2011 | Zlatan Ibrahimović           | Milan          |
| 2012 | Andrea Pirlo                 | Juventus       |
| 2013 | Andrea Pirlo                 | Juventus       |
| 2014 | Andrea Pirlo                 | Juventus       |
| 2015 | Carlos Tevez                 | Juventus       |
| 2016 | Leonardo Bonucci             | Juventus       |
| 2017 | Gianluigi Buffon             | Juventus       |
| 2018 | Mauro Icardi                 | Internazionale |
| 2019 | Cristiano Ronaldo            | Juventus       |
| 2020 | Cristiano Ronaldo            | Juventus       |

### Efter klubb
| Klubb          | Spelare | Totalt |
| -------------- | ------- | ------ |
| Juventus       | 8       | 12     |
| Internazionale | 4       | 5      |
| Milan          | 2       | 3      |
| Roma           | 1       | 2      |
| Lazio          | 1       | 1      |
| Parma          | 1       | 1      |
| Sampdoria      | 1       | 1      |

### Efter land
| Land      | Spelare | Totalt |
| --------- | ------- | ------ |
| Italien   | 8       | 11     |
| Argentina | 3       | 3      |
| Brasilien | 2       | 3      |
| Frankrike | 2       | 2      |
| Sverige   | 1       | 3      |
| Tjeckien  | 1       | 1      |
| Portugal  | 1       | 2      |

### Efter position
| Position    | Spelare | Totalt |
| ----------- | ------- | ------ |
| Anfallare   | 11      | 15     |
| Mittfältare | 4       | 7      |
| Försvarare  | 2       | 2      |
| Målvakt     | 1       | 1      |